# Фернандес, Хесус (гандболист)
Хесус Анхель Фернандес Конде (исп. Jesús Ángel Fernández Conde; род. 7 июня 1962, Авилес, Астурия) — испанский гандболист, полевой игрок. Участник летних Олимпийских игр 1988 года.

## Биография
Хесус Фернандес родился 7 июня 1962 года в испанском городе Авилес.
Начал заниматься гандболом в 15-летнем возрасте в клубе «Институте Карреньо Миранда» в Авилесе, затем в «Боско Эндисес» и «Колегио Сан-Фернандо».
В сезоне-1980/81 выступал за «Вилья де Авилес». В 1981 году перебрался в мадридский «Атлетико», в составе которого выступал в течение десяти лет, трижды стал чемпионом Испании (1983—1985) дважды обладателем Кубка страны (1982, 1987) и один раз — Суперкубка (1986). Последний в карьере сезон-1991/92 снова провёл в «Вилья де Авилесе».
В 1988 году вошёл в состав сборной Испании по гандболу на летних Олимпийских играх в Сеуле, занявшей 9-е место. Играл в поле, провёл 4 матча, забросил 2 мяча в ворота сборной Японии.
Дважды участвовал в чемпионатах мира.
В течение карьеры провёл за сборную Испании 50 матчей.
По окончании выступлений руководил фирмой, занимавшейся спортивной статистикой.